# فرانکو کریستالدی
فرانکو کریستالدی (ایتالیایی: Franco Cristaldi؛ ‏ ۳ اکتبر ۱۹۲۴ – ۱ ژوئیهٔ ۱۹۹۲) تهیه‌کننده فیلم اهل ایتالیا بود.

## زندگی حرفه‌ای
در سال ۱۹۴۶ کریستالدی شرکت فیلمبرداری خود را به نام ویدس در تورین تأسیس کرد. این شرکت تولید فیلم در ابتدا فیلم‌های کوتاه و مستند تهیه می‌کرد و بعد در دهه ۱۹۸۰ نام خود را به کریستالدی فیلم تغییر داد.
در دهه ۱۹۵۰ کریستالدی نگاه خود را به فیلم‌های‌های بلند تغییر داد و به رم رفت. در طی دوران کاریش او با کارگردانان و فیلمنامه نویسانی چون فرانچسکو رزی، پیترو جرمی، ماریو مونیچلی، فدریکو فلینی، لوکینو ویسکونتی و جوزپه تورناتوره کار کرد.
یک تهیه‌کنندگی فیلم قابل توجه در طی چندین سال از موفق‌ترین فیلم‌های و می‌توان به ماجرا اینگونه آغاز می‌شود، نشان تو چیست؟، به اسم گل رز، بی‌تفاوت‌ها، سینما پارادیزو، برای عشق… برای افسون…، کافه اکسپرس، شیاطین بال‌دار، همسر شهرآشوب و گریز کودک بی‌گناه نام برد.
در سال ۱۹۷۷ کریستالدی به عنوان رئیس فدراسیون بین‌المللی انجمن‌های تهیه‌کنندگان فیلم انتخاب شد و یکی از اعضای هیئت داوران جشنواره فیلم کن در سال ۱۹۸۴ بود.